# The Devil Knows My Name
The Devil Knows My Name treći je studijski album američkog gitarista Johna 5. Objavljen je 3. travnja 2007. godine. Ovo je ujedno i prvi album koji nema potpis Johna 5 na omotu albuma.

## Gostujući glazbenici
Nekoliko glazbenika gostovalo je na albumu, uključujući Joe Satriania, Erica Johnsona, Jima Rooat (iz sastava Slipknot), Tommya Clufetosa), Piggy D-a (iz sastava Rob Zombie), i Matta Bissonettea. Zakk Wylde je također trebao gostovati na albumu, ali je otkazanu radi problema u rasporedu.

## Popis pjesama
| 1.    | »First Victim«               | 1:04 |
| 2.    | »The Werewolf of Westeria«   | 8:39 |
| 3.    | »27 Needles«                 | 6:55 |
| 4.    | »Bella Kiss«                 | 1:30 |
| 5.    | »Black Widow of La Porte«    | 7:25 |
| 6.    | »Welcome to the Jungle«      | 4:28 |
| 7.    | »Harold Rollings Hymn«       | 0:53 |
| 8.    | »Dead Art in Plainfield«     | 8:01 |
| 9.    | »Young Thing«                | 3:04 |
| 10.   | »The Washing Away of Wrong«  | 8:43 |
| 11.   | »July 31st (The Last Stand)« | 4:10 |
| 53:32 |                              |      |

- "The Werewolf of Westeria" je bio nadimak za serijskog ubojicu i manijaka Alberta Fisha.
- "Black Widow of La Porte" upućuje na serijsku ubojicu Bellu Gunness.
- "Harold Rollings Hymn" je uređena verzija pjesme ubojice Dannyja Rollingsa, koju je pjevao prije nego što je bio smaknut.
- "Dead Art in Plainfield" upućuje na serijskog ubojicu Eda Geina.
- "July 31st (The Last Stand)" upućuje na dan smrti zadnje žrtve serijskog ubojice Davida Berkowitza, tko je ubijen 31. srpnja.
- "27 Needles" također upućuje na Alberta Fisha.[1][2][3]

## Zasluge
- John 5 — glavna gitara, bas-gitara, bendžo, producent
- Matt Bissonette — bas-gitara
- Sid Riggs — bubnjevi, produkcija, inženjer zvuka, miksanje, programiranje
- Tommy Clufetos — bubnjevi

Ostalo osoblje
- Piggy D — grafički dizajn, fotografije
- Undercurrent Studios — mastering
- Gabrielle Geiselman — fotografija